# San Pietro Mussolino
San Pietro Mussolino (San Piero Musołin in veneto) è un comune italiano di 1 526 abitanti della provincia di Vicenza in Veneto.

## Storia

### Simboli
Lo stemma e il gonfalone sono stati concessi con regio decreto del 27 marzo 1941.
La croce rovesciata ricorda il martirio di san Pietro, patrono del paese. Il gonfalone è un drappo di azzurro.

## Monumenti e luoghi d'interesse
- Chiesa di San Pietro Apostolo
- Chiesa di San Pietro Vecchio
- Casa di Bebo

## Società

### Evoluzione demografica
Abitanti censiti

## Amministrazione

### Sindaci dal 1946
|                                                      | Erminio Xompero           | Democrazia Cristiana | 1946-1956      | 1946   |
| 1951                                                 | Erminio Xompero           | Democrazia Cristiana | 1946-1956      |        |
|                                                      | Massimiliano Rancan       | Democrazia Cristiana | 1956-1960      | 1956   |
|                                                      | Emilio Antoniazzi         | Democrazia Cristiana | 1960-1970      | 1960   |
| 1964                                                 | Emilio Antoniazzi         | Democrazia Cristiana | 1960-1970      |        |
|                                                      | Alfredo Antoniazzi        | Democrazia Cristiana | 1970-1980      | 1970   |
| 1975                                                 | Alfredo Antoniazzi        | Democrazia Cristiana | 1970-1980      |        |
|                                                      | Ferruccio Xompero         | Democrazia Cristiana | 1980-1985      | 1980   |
|                                                      | Alfredo Antoniazzi        | Democrazia Cristiana | 1985-1986      | 1985   |
|                                                      | Luigi Graizzaro           | Democrazia Cristiana | 1986-1995      | (1985) |
| 1990                                                 | Luigi Graizzaro           | Democrazia Cristiana | 1986-1995      |        |
| Sindaci eletti direttamente dai cittadini (dal 1995) |                           |                      |                |        |
|                                                      | Ernesto Negro Marcigaglia | Centro-destra        | 1995-2004      | 1995   |
| 1999                                                 | Ernesto Negro Marcigaglia | Centro-destra        | 1995-2004      |        |
|                                                      | Mirella Piazza            | Centro-destra        | 2004-2014      | 2004   |
| 2009                                                 | Mirella Piazza            | Centro-destra        | 2004-2014      |        |
|                                                      | Gabriele Tasso            | Centro-destra        | 2014-in carica | 2014   |
| 2019                                                 | Gabriele Tasso            | Centro-destra        | 2014-in carica |        |